# Clubiona circulata
Clubiona circulata är en spindelart som beskrevs av Zhang och Yin 1998. Clubiona circulata ingår i släktet Clubiona och familjen säckspindlar. Inga underarter finns listade i Catalogue of Life.